# Anthomyia pluvialis
Anthomyia pluvialis este o specie de muște din genul Anthomyia, familia Anthomyiidae. A fost descrisă pentru prima dată de Linnaeus în anul 1758. Conform Catalogue of Life specia Anthomyia pluvialis nu are subspecii cunoscute.

## Galerie

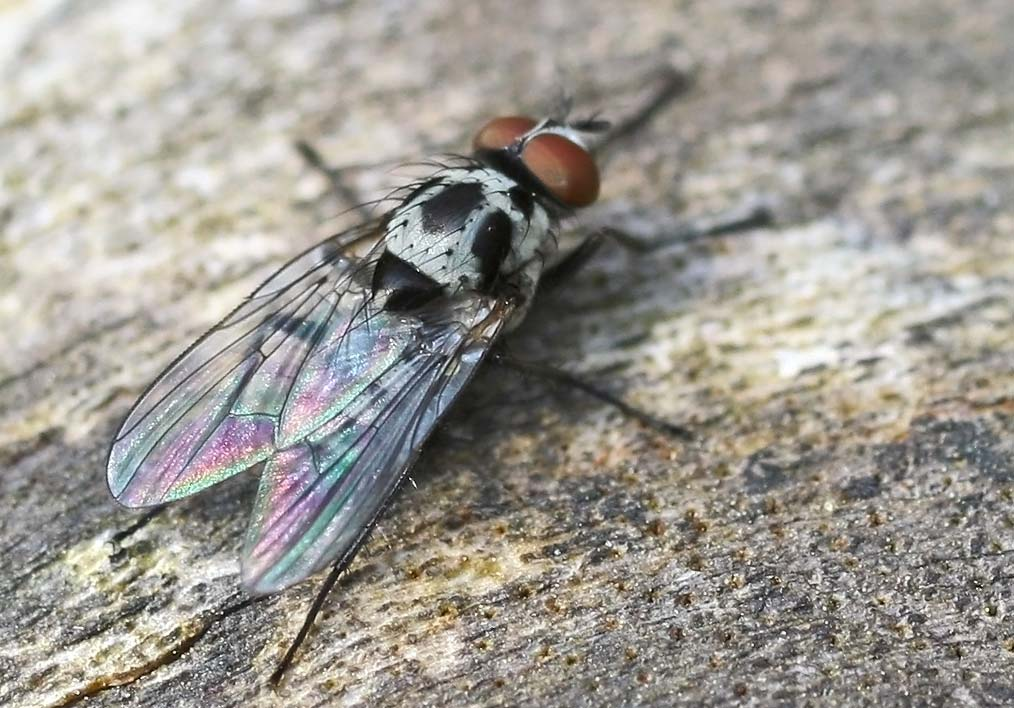
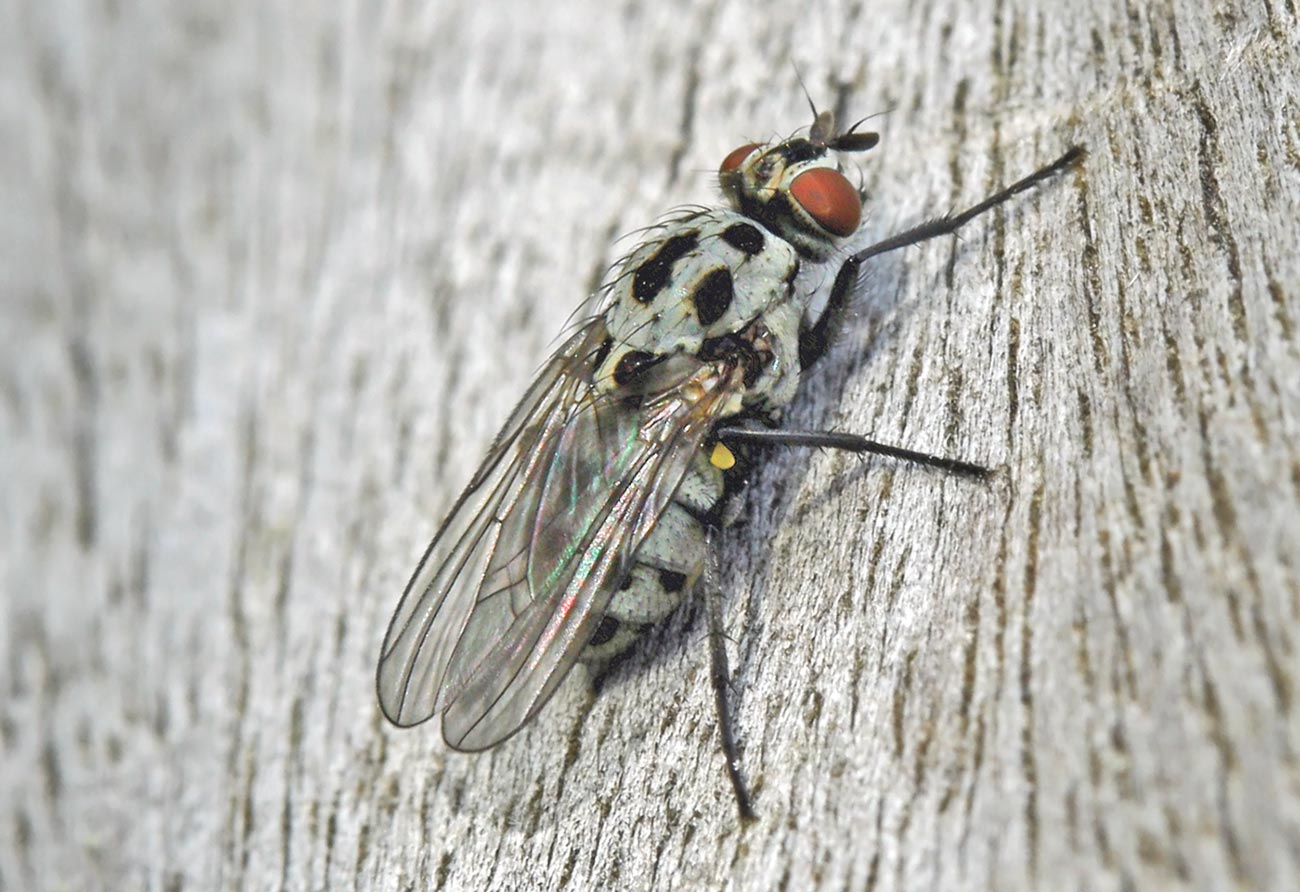
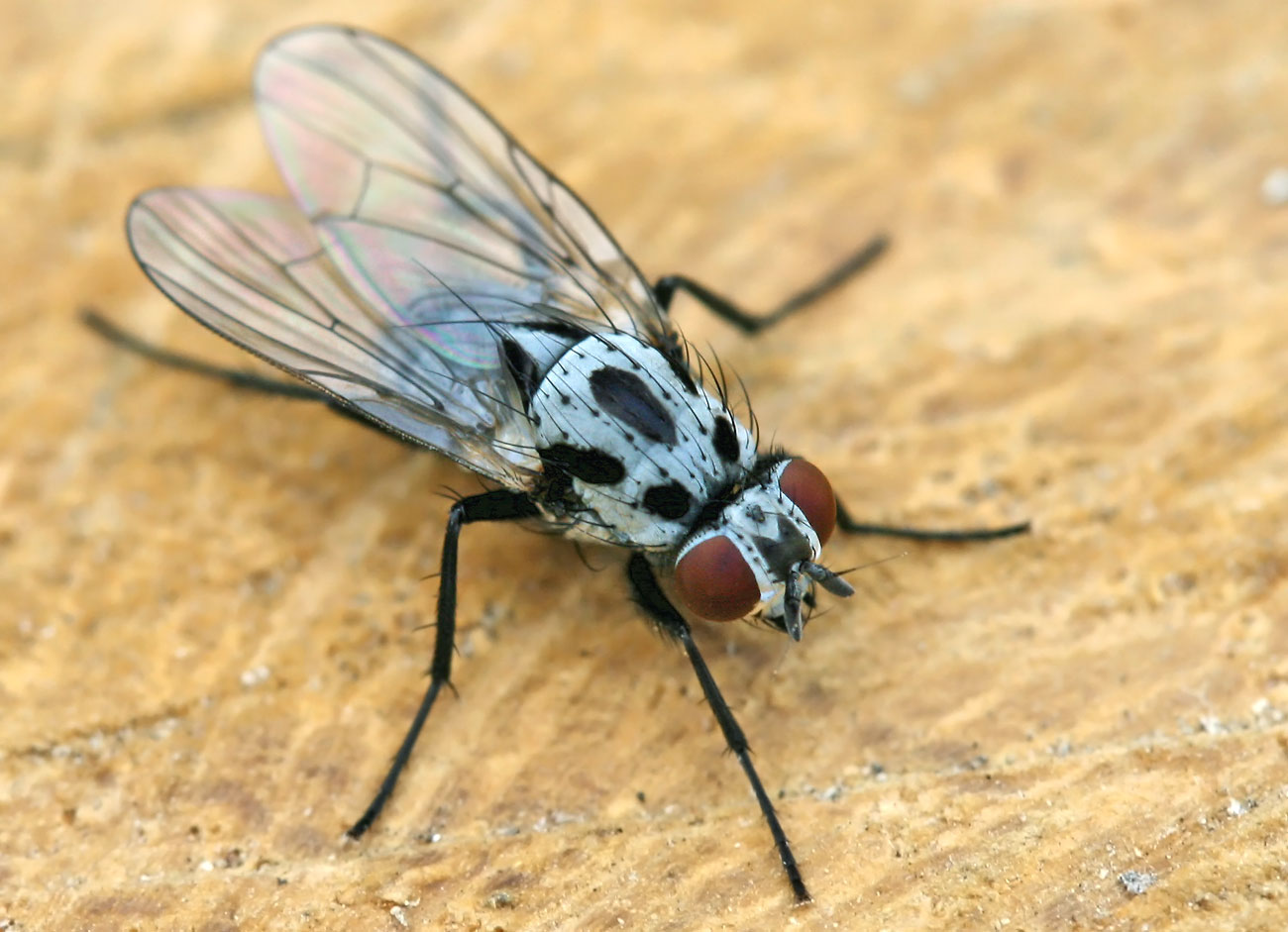
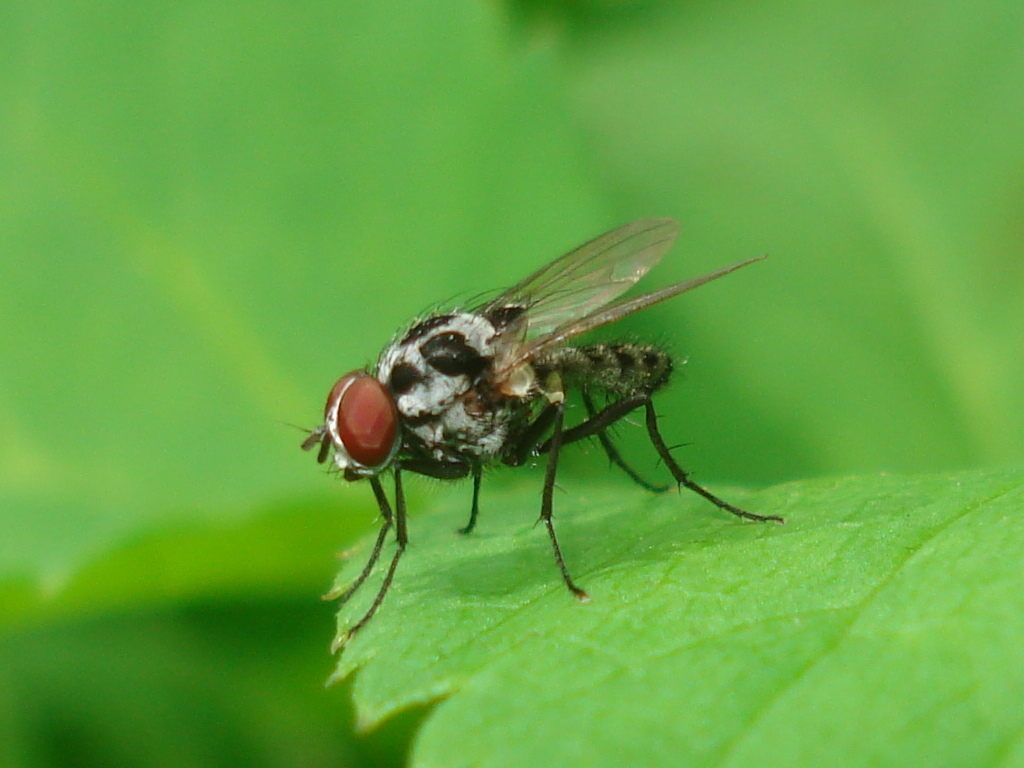
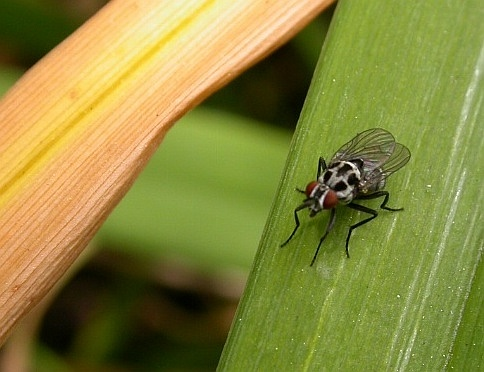
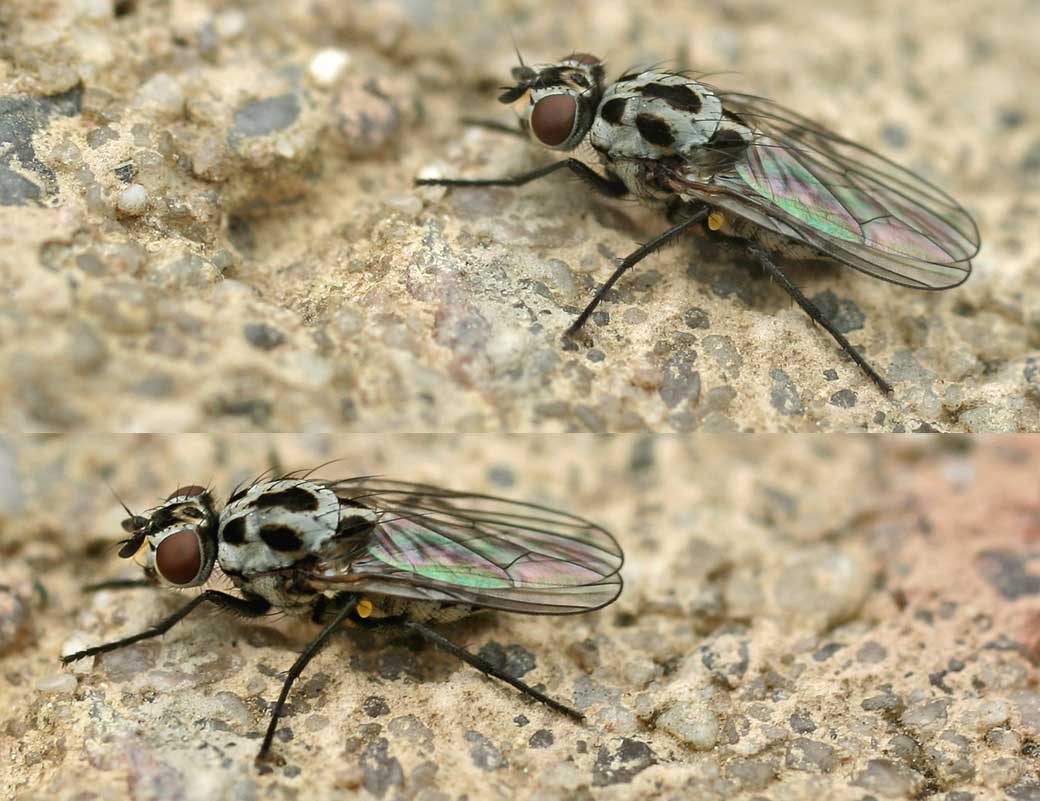